# Franz Islacker
Pour les articles homonymes, voir Islacker.
Franz Islacker était un footballeur allemand né le 3 février 1926 à Essen et mort le 1er juillet 1970. Il évoluait au poste d'attaquant.

## Biographie
Joueur du Rot-Weiss Essen, il reçoit une sélection en équipe d'Allemagne lors de l'année 1954.

## Carrière
- 1945–1949 : TuS Helene Altenessen
- 1949–1950 : VfR Mannheim
- 1950–1952 : Rheydter SpV
- 1952–1961 : Rot-Weiss Essen

## Palmarès
- Champion d'Allemagne en 1955 avec le Rot-Weiss Essen
- Vainqueur de la Coupe d'Allemagne en 1953 avec le Rot-Weiss Essen